# Valentina Stúpina
Valentina Serguéievna Stúpina (en ruso: Валенти́на Серге́евна Сту́пина; Stávropol, 4 de junio de 1920 - Yessentukí, 22 de agosto de 1943) fue una piloto, navegante y jefa de comunicaciones del 588.º Regimiento de Bombardeo Nocturno conocido por las tropas alemanas con el apodo de «Brujas de la Noche» una unidad completamente femenina que combatió durante la Segunda Guerra Mundial en las filas de la Fuerza Aérea Soviética. Después de su muerte, en 1943, el puesto de jefa de comunicaciones del regimiento pasó a desempeñarlo Jiuaz Dospánova.

## Biografía

### Infancia y juventud
Valentina Stúpina nació el 4 de junio de 1920 en la localidad de Stávropol, en la gobernación de Samara de la RSFS de Rusia (en esa época la Unión Soviética aún no se había constituido), en el seno de una familia formada por cuatro hijos. Su padre, que trabajaba en la silvicultura, murió en 1933, después de la muerte de su padre se mudó a Samara con su hermano mayor, Anatoli, donde aprendió a lanzarse en paracaídas. Después de vivir en Samara durante un año, se trasladó a Stávropol, donde practicó deportes y, en 1937, se graduó en la escuela secundaria de la localidad con honores, Después de graduarse ingresó en el Instituto de Aviación de Moscú, donde estudió hasta la invasión alemana de la Unión Soviética en 1941. Después, al comienzo de la guerra, dejó la escuela para trabajar en la excavación de zanjas antitanques y la construcción de fortificaciones defensivas en los alrededores de Moscú.

### Segunda Guerra Mundial
En octubre de 1941, poco después del comienzo de la operación Barbarroja, se ofreció como voluntaria para el servicio de vuelo de primera línea y fue aceptada en el 122.º Grupo de Aviación, una unidad especial formada íntegramente por mujeres, al mando de Marina Raskova. Comenzó a entrenar en la Escuela de Aviación Militar de Engels, allí fue asignada al 588.º Regimiento de Bombardeo Nocturno.
Después de graduarse en la Escuela de Aviación Militar de Engels el 23 de mayo de 1942, el regimiento fue transferido a la 218.º División de bombarderos nocturnos del Frente Sur (estacionada en el aeródromo de la aldea de Trud Gornyaká cerca de Voroshilovgrado). La propia Marina Raskova las acompañó hasta su destino y luego dio un conmovedor discurso de despedida antes de regresar a Engels. En su nuevo destino el regimiento quedó adscripto al 4.º Ejército Aéreo al mando del general Konstanín Vershinin. Fue el primero de los tres regimientos femeninos en entrar en combate. Stúpina realizó quince salidas de combate antes de ser nombrada, el 5 de febrero de 1942, jefa de comunicaciones del regimiento, aunque ella preferiría continuar realizando misiones de combate antes que aceptar un puesto administrativo.
En noviembre de 1942, fue galardonada con la Medalla por el Servicio de Combate convirtiéndose en uno de los primeros miembros del regimiento en recibir una condecoración. Cayó gravemente enferma, pero durante mucho tiempo no quiso ir al hospital por temor a quedarse atrás de su regimiento. Terminó en un hospital militar en Yessentuki, donde murió el 22 de agosto de 1943. Según algunas fuentes, murió de tuberculosis, según otras, de las consecuencias de una herida, según otras, de cáncer. Todo el regimiento participó en su funeral y fue enterrada con todos los honores militares en el cementerio civil local. La comandante del regimiento, Yevdokía Bershánskai, envió a su madre, Polina Stúpina, un telegrama informándola de la muerte de su hija pero no llegó a tiempo para participar en el entierro. Bershánskaya la recibió en la estación de tren y la acompañó hasta el cementerio donde estaba enterrada.

## Condecoraciones
- Medalla por el Servicio de Combate.[8]